# 北国西街道
北国西街道（ほっこくにしかいどう）は、信濃国に存在した脇往還で、中山道と北国街道を連絡し、松本藩や松代藩、善光寺へ向かう道のひとつとして整備された。正しくは北国西脇往還という。現在、国土交通省では北国西往還とされている。善光寺街道、善光寺西街道などの別名を持つ。また善光寺とは逆方向に進み、中山道から西の伊勢や京に行く用途（伊勢参りなど）では西京街道の名が使われ、稲荷山宿にその名が刻まれた道標が残されている。
洗馬で中山道と分かれた後、松本城下を経て山間地に入り、街道最大の難所である猿ヶ馬場峠を超えて善光寺平の南端（稲荷山宿・桑原宿）に至り、丹波島で北国街道に合流するのが北国西街道の正式なルートであるが、実際に西国から善光寺に参詣する際には、十返舎一九の『続膝栗毛』に見られるように、中山道塩尻宿から千国街道沿いに安曇野を経て、大町宿から西山地域を超えて善光寺平の西端に至る経路も頻繁に利用された。

## 宿駅
- 洗馬宿（長野県塩尻市）
- 郷原宿（長野県塩尻市）
- 村井宿（長野県松本市）
- 松本宿（長野県松本市）
- 岡田宿（長野県松本市）
- 刈谷原宿（長野県松本市）
- 会田宿（長野県松本市）
- 青柳宿（長野県東筑摩郡筑北村）
- 麻績宿（長野県東筑摩郡麻績村）
- 桑原宿（長野県千曲市、間の宿）
- 稲荷山宿（長野県千曲市）
- 篠ノ井追分宿（長野県長野市、間の宿）
- 丹波島宿（長野県長野市）